# Melese babosa
Melese babosa är en fjärilsart som beskrevs av Paul Dognin 1894. Melese babosa ingår i släktet Melese och familjen björnspinnare. Inga underarter finns listade i Catalogue of Life.